# Hideto Suzuki
Hideto Suzuki (jap. 鈴木秀人 Suzuki Hideto; ur. 7 października 1974 roku w Hamamatsu) - japoński piłkarz, reprezentant kraju.

## Kariera klubowa
Od 1993 do 2009 roku występował w klubie Júbilo Iwata.

## Kariera reprezentacyjna
Karierę reprezentacyjną rozpoczął w 1997 roku. W sumie w reprezentacji wystąpił w 1 spotkaniach. Został powołany do kadry na Igrzyska Olimpijskie w 1996 roku.

## Statystyki
| Reprezentacja Japonii | Reprezentacja Japonii | Reprezentacja Japonii |
| Rok                   | Mecze                 | Gole                  |
| --------------------- | --------------------- | --------------------- |
| 1997                  | 1                     | 0                     |
| Razem                 | 1                     | 0                     |

## Osiągnięcia
- J-League: 1997, 1999, 2002
- Puchar Cesarza: 2003
- Puchar J-League: 1998